# Mistrzostwa Świata w Lekkoatletyce 2011 – sztafeta 4 × 400 m mężczyzn
Sztafeta 4 x 400 metrów mężczyzn – jedna z konkurencji rozgrywanych podczas lekkoatletycznych mistrzostw świata na Daegu Stadium w Daegu. 
Obrońcą tytułu mistrzowskiego z 2009 roku była reprezentacja Stanów Zjednoczonych. 

## Terminarz
| Data       | Godzina |            |
| ---------- | ------- | ---------- |
| 1 września | 12:30   | Eliminacje |
| 2 września | 21:15   | Finał      |

## Rekordy
Tabela prezentuje rekord świata, rekordy poszczególnych kontynentów, mistrzostw świata, a także najlepszy rezultat na świecie w sezonie 2011 przed rozpoczęciem mistrzostw.
|                                                | Zawodnicy                                                                                | Wynik   | Miejsce     | Data                  |
| ---------------------------------------------- | ---------------------------------------------------------------------------------------- | ------- | ----------- | --------------------- |
| Rekord świata                                  | Stany Zjednoczone · Andrew Valmon, Quincy Watts, Butch Reynolds, Michael Johnson         | 2:54,29 | Stuttgart   | 22 sierpnia 1993(dts) |
| Listy światowe                                 | Texas A&M University Bryan Miller, Tabarie Henry, Michael Preble, Demetrius Pinder       | 3:00,45 | Austin      | 9 kwietnia 2011(dts)  |
| Rekord mistrzostw świata                       | Stany Zjednoczone · Andrew Valmon, Quincy Watts, Butch Reynolds, Michael Johnson         | 2:54,29 | Stuttgart   | 22 sierpnia 1993(dts) |
| Rekord Afryki                                  | Nigeria · Clement Chukwu, Jude Monye, Sunday Bada, Enefiok Udo-Obong                     | 2:58,68 | Sydney      | 30 września 2000(dts) |
| Rekord Azji                                    | Japonia · Shunji Karube, Kōji Itō, Jun Osakada, Shigekazu Omori                          | 3:00,76 | Atlanta     | 3 sierpnia 1996(dts)  |
| Rekord Ameryki Północnej, Środkowej i Karaibów | Stany Zjednoczone · Andrew Valmon, Quincy Watts, Butch Reynolds, Michael Johnson         | 2:54,29 | Stuttgart   | 22 sierpnia 1993(dts) |
| Rekord Ameryki Południowej                     | Brazylia · Eronilde de Araújo, Cleverson da Silva, Claudinei da Silva, Sanderlei Parrela | 2:58,56 | Winnipeg    | 30 lipca 1999(dts)    |
| Rekord Europy                                  | Wielka Brytania · Iwan Thomas, Jamie Baulch, Mark Richardson, Roger Black                | 2:56,60 | Atlanta     | 3 sierpnia 1996(dts)  |
| Rekord Australii i Oceanii                     | Australia · Bruce Frayne, Gary Minihan, Rick Mitchell, Darren Clark                      | 2:59,70 | Los Angeles | 11 sierpnia 1984(dts) |

## Rezultaty

### Eliminacje
| Poz. | Reprezentacja     | Czas    | Uwagi                     |
| ---- | ----------------- | ------- | ------------------------- |
| 1    | Stany Zjednoczone | 2:58,82 | Q                         |
| 2    | Jamajka           | 2:59,13 | Q                         |
| 3    | Południowa Afryka | 2:59,21 | Q                         |
| 4    | Wielka Brytania   | 3:00,38 | q                         |
| 5    | Niemcy            | 3:00,68 | q                         |
| 6    | Belgia            | 3:00,71 | Q                         |
| 7    | Rosja             | 3:00,81 | Q                         |
| 8    | Kenia             | 3:00,97 | Q                         |
| 9    | Bahamy            | 3:01,54 |                           |
| 10   | Australia         | 3:01,56 | Najlepszy wynik w sezonie |
| 11   | Polska            | 3:01,84 | Najlepszy wynik w sezonie |
| 12   | Trynidad i Tobago | 3:02,47 |                           |
| 13   | Japonia           | 3:02,64 | Najlepszy wynik w sezonie |
| 14   | Francja           | 3:03,68 |                           |
| 15   | Korea Południowa  | 3:04,05 | Rekord kraju              |
| 16   | Arabia Saudyjska  | 3:05,65 | Najlepszy wynik w sezonie |

### Finał
| Poz. | Reprezentacja     | Czas    | Uwagi                         |
| ---- | ----------------- | ------- | ----------------------------- |
|      | Stany Zjednoczone | 2:59,31 |                               |
|      | Południowa Afryka | 2:59,87 |                               |
|      | Jamajka           | 3:00,10 |                               |
| 4    | Rosja             | 3:00,22 | Najlepszy wynik w tym sezonie |
| 5    | Belgia            | 3:00,41 | Najlepszy wynik w tym sezonie |
| 6    | Kenia             | 3:01,15 |                               |
| 7    | Wielka Brytania   | 3:01,16 |                               |
| 8    | Niemcy            | 3:01,37 |                               |